# Bryum orientale
Bryum orientale Podp. är en bladmossa som ingår i släktet bryummossor och familjen Bryaceae.  Inga underarter finns listade i Catalogue of Life.